# Karl Shuker
Dr. Karl P. N. Shuker (1959) is een Britse zoöloog. Hij werkt als fulltime freelance-auteur en adviseur, gespecialiseerd in cryptozoölogie, waardoor hij internationaal bekend is. Hij reist regelmatig de wereld rond, en verschijnt ook vaak op televisie en radio. Michael Newton zei dat "Shuker vandaag wereldwijd erkend is als schrijver en onderzoeker van alle aspecten van de fauna en onverklaarbare verschijnselen, de erfgenaam van Heuvelmans zelf."
Hij studeerde af in de zoölogie aan de universiteit van Leeds en zoölogie en vergelijkende fysiologie aan de universiteit van Birmingham. Hij is lid van vele wetenschappelijke en auteurs-genootschappen. Shuker is auteur van vele honderden artikelen, en dertien boeken. Tijdens zijn geschriften en onderzoeken, is Shuker de eerste cryptozoöloog geweest die een aanzienlijk aantal cryptiden onder een brede publieke aandacht bracht die voorheen weinig aandacht kregen. Naast zijn eigen publicaties is hij de zoölogische adviseur voor het Guinness World Records. Een soort van Loricifera, Pliciloricus shukeri, is naar hem vernoemd.

### Boeken
- Mystery Cats of the World, (1989)
- Extraordinary Animals Worldwide, (1991)
- The Lost Ark: New and Rediscovered Animals of the 20th Century, (1993)
- Dragons - A Natural History, (1995)
- In Search of Prehistoric Survivors, (1995)
- The Unexplained, (1996)
- From Flying Toads To Snakes With Wings, (1997)
- Mysteries of Planet Earth, (1999)
- The Hidden Powers of Animals, (2001)
- The New Zoo: New and Rediscovered Animals of the Twentieth Century, (2002)
- The Beasts That Hide From Man, (2003)
- Extraordinary Animals Revisited, (2007)
- Dr Shuker's Casebook, (2008)

### Adviseur
- Man and Beast (1993)
- Secrets of the Natural World (1993)
- Almanac of the Uncanny (1995)
- The Guinness Book of Records/Guinness World Records (1997 - )
- Mysteries of the Deep (1998)
- Guinness Amazing Future (1999)
- The Earth (2000)
- Monsters (2001)
- Chambers Dictionary of the Unexplained (2007)

## Voetnoten
1. ↑  (en)  Michael Newton, Encyclopedia of Cryptozoology: A Global Guide (McFarland & Co, Inc: Jefferson, 2005), p. 425

- Bibliothèque nationale de France: cb12553606s (data)
- Gemeinsame Normdatei: 123338573
- International Standard Name Identifier: 0000 0000 7835 0095
- Library of Congress Control Number: n95024360
- Nationale Bibliotheek van Letland: 000070218
- Nationale Bibliotheek van Tsjechië: xx0038761
- Nationale Bibliotheek van Polen: a0000001133357
- Nederlandse Thesaurus van Auteursnamen: 090518160
- Système universitaire de documentation: 034823921
- Virtual International Authority File: 92744781
- WorldCat: E39PBJbWrm9R4jhyJMfJWFgR8C